# Habsburške nasljedne zemlje
Habsburške nasljedne zemlje (njem. Habsburgische Erblande), također i Austrijske nasljedne zemlje (njem. Österreichische Erbländer), naziv je za niz zemalja unutar Habsburške Monarhije kojima su Habsburgovci vladali po nasljednom pravu.
Među te zemlje ubrajaju se:
- Austrija iznad rijeke Enns
- Austrija ispod rijeke Enns
- Štajerska
- Koruška
- Kranjska
- Istra (premda je do 1797. veći dio pripadao Mletačkoj Republici)
- Goriška (od otprilike 1500.)
- Trst
- Tirol (do 1803. bez Južnog Tirola kojim je vladao biskup Trenta i Brixena)
- Vorarlberg koji je izvorno bio niz različitih pokrajina ujedinjen tek u 19. stoljeću
- Prednjoaustrijske zemlje (Vorlande), niz područja u jugozapadnoj Njemačkoj izgubljenih 1797. (Elzas je izgubljen još 1648.)
- Salzburg, tek nakon 1805.

Od 14. do 16. stoljeća Štajerska, Koruška i Kranjska zajedno su činile Unutrašnju Austriju (njem. Innerösterreich).
Područja Burgundije koja je ženidbom zadobio car Maksimilijan I. nisu se ubrajala među nasljedne zemlje.
Od uvođenja tzv. „obnovljenog ustava“ u Češkom Kraljevstvu, među nasljedne zemlje obično se računaju i Zemlje Krune sv. Vaclava među Habsburške nasljedne zemlje. To su bile:
- Češka
- Moravska
- Šleska
- Lužica (Gornja i Donja)

Lužica je prešla pod vlast Saske već 1635., a veći dio Šleske osvojila je Pruska između 1740. i 1742., te je, uz Češku i Moravsku, kao Habsburška nasljedna zemlja ostala samo Austrijska Šleska.
Ostala područja kojima se u različitim povijesnim razdobljima upravljalo izravno iz središta Monarhije nije se nazivalo nasljednim zemljama. 1849. za sve zemlje kojima se upravlja iz Beča bit će uveden naziv Krunske zemlje, nakon Austro-ugarske nagodbe i stvaranja Austro-Ugarske Monarhije, taj se naslov koristio za sve zemlje austrijskog dijela Carstva, to jest sve one koje nisu pripadale Zemljama Krune svetog Stjepana.
Dalmacija, koju je car Franjo I. dobio mirom u Campo Formiju (1797.), nije bila nasljedna zemlja, ali su ju smatrali takvom, jer ju je car tobože dobio od Napoleona osobno (u ime odštete za druge zemlje koje je morao ustupiti). Pojedine talijanske pokrajine te Hrvatska i Ugarska nisu se nikada ubrajale u austrijske nasljedne zemlje.